# American Discovery Trail

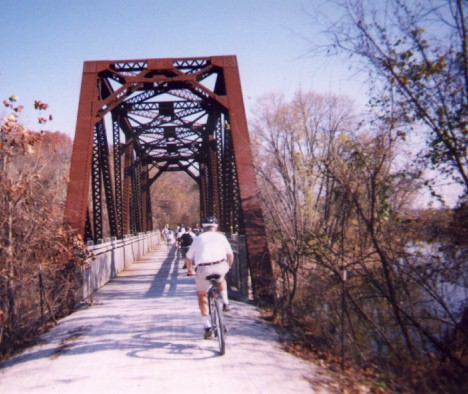
Ciclistas en el puente del Sendero Katy, en Misuri

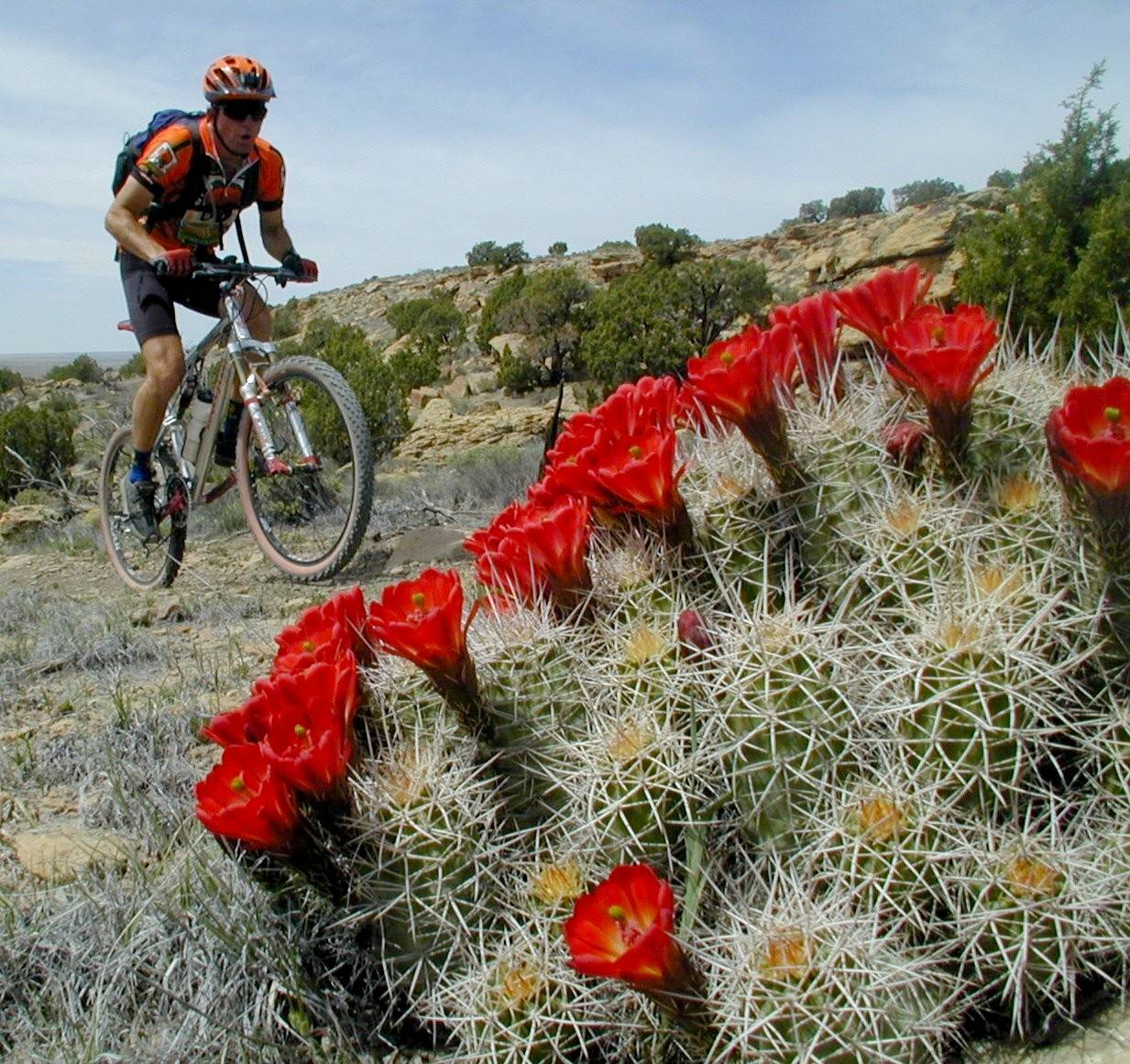
Sendero de Kokopelli en Utah

El American Discovery Trail es un sistema de senderos y caminos recreativos que conjuntamente forman un itinerario que permite recorrer de costa a costa los Estados Unidos por el centro del país, tanto a pie como en bicicleta. También se puede montar a caballo en la mayor parte del trayecto. Comienza en la península Delmarva, junto al océano Atlántico y termina en la costa norte de California, junto al océano Pacífico. El sendero tiene dos trazados alternativos en una parte importante de su longitud, denominados norte y sur, que pasan respectivamente por Chicago y por San Luis (Misuri). La longitud total del sendero, incluidas las rutas norte y sur, es de 6800 millas (10 943,5 km). La ruta norte cubre 4834 millas (7779,5 km) y la ruta sur cubre 5057 millas (8138,4 km). Es el único sendero de costa a costa no motorizado existente en los Estados Unidos.
El camino pasa por 14 parques nacionales y por 16 bosques nacionales, y utiliza secciones o se conecta con cinco senderos escénicos del sistema nacional, con otros 10 senderos históricos y con 23 del sistema nacional de senderos recreativos. Durante una parte de su recorrido coincide con el North Country Trail, con el Buckeye Trail, con el Continental Divide Trail y con el Colorado Trail.
El sendero pasa por el Distrito de Columbia y por los siguientes 15 estados:
- Delaware (45 millas (72,4 km))
- Maryland (270 millas (434,5 km))
- Virginia Occidental (288 millas (463,5 km))
- Ohio (524 millas (843,3 km))
- Indiana (250 millas (402,3 km))
- Illinois (219 millas (352,4 km))
- Kentucky (8,7 millas (14,0 km))
- Iowa (512 millas (824 km))
- Misuri (343 millas (552 km))
- Nebraska (523 millas (841,7 km))
- Kansas (570 millas (917,3 km))
- Colorado (1153 millas (1855,6 km))
- Utah (593 millas (954,3 km))
- Nevada (496 millas (798,2 km))
- California (276 millas (444,2 km))

## Récords en el sendero
Joyce y Pete Cottrell, de Whitefield (Nuevo Hampshire), fueron los primeros en recorrer mochila al hombro toda la ruta oficial del American Discovery Trail. Caminaron toda su longitud en períodos discontinuos durante dos años, terminando en 2003.
Los primeros excursionistas en completar el sendero en una caminata continua fueron Marcia y Ken Powers, un matrimonio de Pleasanton. Su marcha duró del 27 de febrero al 15 de octubre de 2005. Comenzaron en el Cape Henlopen State Park en Delaware y terminaron en Punta Reyes. Recorrieron a pie 5058 millas (8140 km), con un promedio de 22 millas (35,4 km) diarios.
La primera persona que recorrió las 6800 millas (incluidas las secciones norte y sur) en una caminata continua fue Mike "Lion King" Daniel. Comenzó en el Parque estatal Cape Henlopen el 17 de junio de 2007 y terminó en Point Reyes, California el 5 de noviembre de 2008.
El primero en cubrir toda la ruta ecuestre a caballo fue Matt Parker. Realizó el viaje entre mayo de 2003 y noviembre de 2005.

## Ubicaciones notables
En Cedar Rapids, se publicó un mural en Greene Square en 2019 para señalar tanto el American Discovery Trail, que pasa por el centro de la ciudad, como el proyecto Cedar Lake-Smokestack Bridge.
Las siguientes ubicaciones notables se encuentran a lo largo o junto a la ruta del American Discovery Trail. Se enumeran de este a oeste para corresponder con el itinerario que suelen seguir los excursionistas para aprovechar las mejores condiciones climáticas estacionales.
- Cape Henlopen State Park, el término oriental del sendero en Delaware.
- Argentine Pass, Colorado, el punto más alto del sendero donde cruza las montañas Rocosas.
- Playa Limantour, Punta Reyes, el término occidental del sendero en California.

## Otras ubicaciones relacionadas
Las siguientes ubicaciones se encuentran a lo largo o junto a la ruta del American Discovery Trail. Están divididas en categorías dentro de cada estado, organizados de este a oeste.

### Delaware

#### Senderos afiliados
- Sendero para bicicletas Cape Henlopen
- Sendero Lewes-Georgetown

#### Bosques
- Redden State Forest

#### Parques
- Cape Henlopen State Park

#### Puntos de interés
- Ciudades históricas de Lewes y Milton

### Maryland

#### Senderos afiliados
- Love Point a Lewes (Delaware) "Camino del contrabandista" anteriormente Ferrocarril Queen Anne's
- Sendero ferroviario de Washington, Baltimore y Annapolis (WB&A)
- Baltimore and Annapolis (B&A) Trail
- East Coast Greenway
- Anacostia Tributary Trails
- Sendero de Fort Circle
- Capital Crescent Trail
- Sendero del parque Rock Creek
- Sendero de los Apalaches
- Potomac Heritage National Scenic Trail
- Allegheny Highlands Trail
- Star Spangled Banner National Historic Trail
- Captain John Smith Chesapeake National Historic Trail

#### Parques
- Martinak State Park
- Tuckahoe State Park, Adkins Arboretum
- Horsehead Wetlands Centre (avistamiento de aves silvestres)
- Sandy Point State Park
- Greenbelt Park
- Parque de Rock Creek
- Chesapeake & Ohio Canal National Historical Park

### Virginia Occidental

#### Senderos afiliados
- North Bend Rail Trail
- Ferrocarril del condado de Harrison
- Dryfork Rail-Trail
- Allegheny Trail

#### Bosques
- Monongahela National Forest

#### Parques
- Harpers Ferry National Historic Park
- Canaan Valley Resort State Park
- Tygart Lake State Park
- Blackwater Falls State Park
- North Bend State Park

### Ohio

#### Senderos afiliados
- Buckeye Trail
- Sendero Burr Oak Loop
- Robert y Mary Lou Paton Trail en  Burr Oak State Park
- Grandma Gatewood Trail en  Hocking Hills State Park
- Sendero perimetral en East Fork Park
- The Riverwalk en Cincinnati
- The Shaker Trace en Miami-Whitewater Forest Hamilton County Park
- Senderos  Hueston Woods State Park
  - Sendero de Hedgeapple
  - Big Woods Trail
  - Sugar Bush Trail
  - Sendero West Shore en  Hueston Woods State Park

#### Bosques
- Bosque nacional Wayne
- Hocking State Forest
- Tar Hollow State Forest
- Scioto Trail State Forest
- Pike State Forest
- Shawnee State Forest

#### Parques
- Burr Oak State Park
- Logan State Park
- Hocking Hills State Park
- Tar Hollow State Park
- Parque estatal Scioto Trail
- Pike Lake State Park
- Fort Hill State Memorial
- Serpent Mound State Memorial
- Davis Memorial
- Shawnee State Park
- Grant Lake
- East Fork State Park
- Parque estatal  Little Miami River
- Eden Park
- Bicentennial Common en Cincinnati
- Devou park (Kentucky)
- Harrison's Tomb
- Miami - Whitewater Forest Parque del condado de Hamilton
- Indian Creek Preserve
- Gobernador Bebb Butler County Metropark
- Hueston Woods State Park

### Indiana(ruta del norte)

#### Senderos afiliados
- Sendero de recreación nacional Whitewater Gorge
- Cardinal Greenway
- Erie Trail-North Judson
- Nickel Plate Trail

#### Parques
- Parque estatal Tippecanoe River
- Parque estatal Summit Lake

### Indiana (ruta del sur)

#### Senderos afiliados
- Vía Verde de Pigeon Creek
- Knobstone Trail
- Sendero de los Dos Lagos
- Sendero de Aventura
- Burdette Park / University of Southern Indiana Sendero para peatones, bicicletas y naturaleza
- Heritage Trail de Madison

#### Bosques
- Bosque estatal de Clark
- Bosque estatal de Harrison-Crawford
- Bosque nacional Hoosier

#### Parques
- Parque Burdette
- Parque estatal Clifty Falls
- Parque estatal Lincoln
- Cataratas del parque estatal de Ohio
- Parque estatal O'Bannon Woods

### Illinois (ruta del norte)

#### Senderos afiliados
- Old Plank Road Trail
- Sendero estatal del canal de Illinois y Míchigan
- Grand Illinois Trail
- Sendero Sauk Trail Forest Preserve
- Sendero Thorn Creek
- Sendero estatal Hennepin Canal Parkway
- Gran Sendero del Río

#### Parques
- Indian Boundary Park, Frankfort
- Dewey Helmick Nature Preservek
- Hickory Creek Bikeway Trailhead Park, Frankfort
- Parque estatal Channahon
- Parque estatal McKinley Woods
- Parque estatal William G. Stratton
- Parque estatal Gebhard Woods
- Parque estatal Illini
- Parque estatal Starved Rock
- Parque estatal Buffalo Rock
- Parque estatal Mathhiessen
- Parque estatal Hennepin Canal

### Illinois (ruta del sur)

#### Senderos afiliados
- River to River Trail
- Sendero Metro-East Levee
- Sendero Tunnel Hill Rails

#### Bosques
- Shawnee National Forest

#### Parques
- Parque Devil's Backbone
- Parque estatal Ferne Clyffe
- Parque estatal de la ciudad gigante
- Parque estatal Cave In Rock

### Iowa (ruta del norte)

#### Senderos afiliados
- Sendero frente al río
- Hoover Nature Trail
- Cedar River Trail
- Cedar Valley Nature Trail
- Sendero Cedar Valley Lakes
- Sendero pionero
- Cometa Trail
- Sendero natural Heart of Iowa
- Saylorville-Des Moines River Trail
- Raccoon River Valley Trail
- Sendero T-Bone
- Wabash Trace Trail

#### Parques
- Parque Deerwood
- Parque estatal George Wyth
- Parque estatal Wild Cat Den
- Parque estatal Pleasant Creek

### Missouri (ruta del sur)

#### Senderos afiliados
- Katy Trail
- Lewis and Clark National Historic Trail
- Rock Island Spur[12]

#### Bosques
- Bosque estatal Daniel Boone
- Bosque estatal de Baltimore Bend

#### Parques
- Forest Park
- Parque estatal de Missouri
- Frontier Park
- Swope Park
- Parque estatal Arrow Rock
- Van Meter State Park

### Nebraska (ruta del norte)

#### Senderos afiliados
- Sendero histórico nacional Pony Express
- Sendero histórico nacional de los pioneros mormones
- MoPac East Trail
- Camino de Oak Creek
- Sendero histórico nacional Lewis y Clark
- Sendero histórico nacional de California
- Sendero histórico nacional de Oregón

#### Parques
- Parque histórico estatal Fort Kearny
- Parque histórico estatal Ash Hollow
- Parque histórico estatal Buffalo Bill Ranch

### Kansas (ruta del sur)

#### Senderos afiliados
- Sendero Histórico nacional de Santa Fe

#### Parques
- Parque Shawnee Mission
- Parque estatal Clinton Lake

### Colorado

#### Senderos afiliados
- Pueblo Riverwalk
- Canon City Riverwalk
- Sistema de senderos Cripple Creek
- Sendero Ute Pass
- Sendero America The Beautiful
- Carril bici Green Mountain Falls
- Sendero Sinton
- Pikes Peak Greenway
- Nuevo Camino de Santa Fe
- Camino Carpenter's Peak
- Sistema de senderos de Chatfield
- Sendero del río South Platte
- Bear Creek Greenway
- Sendero Castle
- Sendero People's
- Sendero Warren Gulch
- Sendero Spring Creek
- Sendero de South Park
- Rastro del oso ardiente
- Sendero Hall Valley
- Colorado Trail
- Sendero nacional de Recreación Vail Pass Tenmile Canyon
- Sendero de Chalk Creek
- Continental Divide National Scenic Trail
- Sendero Timberline
- Sendero Taylor Pass
- Sendero Brush Creek
- Sendero Crystal River
- Sendero Braderick Creek
- Sendero de los lagos de Lake Ridge
- Sendero alto
- Sendero de motos de nieve Sunlight-Powderhorn
- Sendero del lago Leon
- Sendero de recreación nacional Crag Crest
- Sendero Kannah Creek
- Viejo Sendero Español
- Sendero frente al río Colorado
- Sendero Liberty Cap
- Sendero Black Ridge
- Sendero del Cañón del Monumento
- Sendero de Kokopelli
- Fountain Creek Greenway
- Sendero del Parque Cavalier

#### Bosques
- Pike National Forest
- Bosque nacional Arapaho
- Santa Isabel National Forest
- Gunnison National Forest
- White River National Forest
- Grand Mesa National Forest

#### Parques
- Parque estatal del Embalse John Martin
- Parque estatal Pueblo Reservoir
- Parque estatal Mueller
- Parque Jardín de los Dioses
- Parque estatal de Roxborough
- Parque estatal Chatfield
- Parque Bear Creek
- Parque Mount Falcon
- O'Fallon Denver Mountain Park
- Elk Meadow Park

### Utah

#### Senderos afiliados
- Sendero de Kokopelli
- Great Western Trail
- Sendero Paiute ATV
- Camino de Oak Creek
- Sendero de la cuenca Lockhart
- Hurray Pass Trail

#### Bosques
- Dixie National Forest
- Fishlake National Forest
- Bosque nacional de Manti-La Sal

#### Parques
- Parque nacional Tierra de Cañones
- Capitol Reef National Park
- Parque nacional de los Arcos

### Nevada

#### Senderos afiliados
- Sendero Tahoe Rim
- Sendero histórico nacional Pony Express
- Sendero del Monte Jefferson
- Sendero de recreación nacional de Toiyabe

#### Bosques
- Bosque nacional Humboldt
- Bosque nacional Toiyabe

#### Parques
- Parque nacional Great Basin
- Parque estatal Cave Lake
- Parque estatal Ward Charcoal Ovens
- Área silvestre de Currant Mountain
- Área silvestre de Alta Toquima
- Área silvestre de Arc Dome
- Parque estatal Berlin-Ictiosaurio
- Área recreativa de Sand Mountain
- Sitio histórico nacional Grimes Point
- Parque estatal histórico de Fort Churchill
- Parque estatal del Lago Washoe
- Monte. Área de las Rosas del Desierto
- Parque estatal Lago Tahoe
- Área silvestre de Table Mountain

### California

#### Senderos afiliados
- Sendero Tahoe Rim
- Sendero de los Estados del Oeste
- Sendero Pacific Crest
- Sendero Foresthill Loop
- Camino de la confluencia
- Sendero Pioneer Express
- Sendero para bicicletas American River
- Sendero nacional de Recreación Jedediah Smith
- Sendero regional Delta de Anza
- Sendero Stewartville
- Sendero Ridge
- Sendero del Diamante Negro
- Sendero Cumberland
- Semdero de Black Diamond al monte Diablo
- Camino de Bruce Lee
- Sendero del Cañón Mitchell
- Sendero Deer Flat Creek
- Sendero Prospectors Gap
- Sendero del Pico Norte
- Sendero Summit
- Sendero Wall Point
- Sendero Briones-Monte Diablo
- Sendero Lafayette Ridge
- Sendero Homestead Valley
- Sendero Oursan
- Sendero Bear Creek
- Sendero Inspiración
- Sendero Bay Area Ridge
- Sendero Sea View
- Sendero del pico Vollmer
- Sendero de Grizzly Peak
- Sendero de la Bahía de San Francisco
- Sendero SCA
- Sendero Bobcat
- Sendero Miwok
- Sendero Redwood Creek
- Sendero Deer Creek Park Fire
- Sendero de Hillside
- Sendero Ben Johnson
- Sendero Stapleveldt
- Sendero de Matt Davis
- Sendero Costero
- Sendero Bolinas Ridge
- Sendero de Randall
- Sendero del Valle de Olema
- Sendero Stewart
- Glen Trail
- Sendero Bear Valley
- Camino de la Costa
- Sendero Costa Mokelumne a Crest

#### Parques
- Granite Chief Wilderness
- Área recreativa estatal de Auburn
- Área de recreación del lago Folsom
- American River Parkway
- Discovery Park en Sacramento
- Parque William Land en Sacramento
- Parque regional Contra Loma
- Reserva regional de las minas de Black Diamond
- Parque estatal del Monte Diablo
- Área recreativa de Shell Ridge
- Parque Heather Farms en Walnut Creek
- Área recreativa de Acalanes Ridge
- Parque regional Briones
- Parque regional Wildcat Canyon
- Parque regional Charles Tilden
- Presidio de San Francisco
- Área recreativa nacional del Golden Gate
- Monumento nacional Muir Woods
- Monte. Parque estatal Tamalpais
- Costa nacional de Punta Reyes